# 高橋明 (競馬)
高橋 明（たかはし あきら、1970年7月12日 - ）は、福島県出身の元騎手・現調教助手。

## 来歴
競馬学校5期生として小野次郎・小池隆生・佐伯清久・佐藤哲三・田中勝春・角田晃一・水流添久・山田泰誠と同期になり、1989年3月に美浦・境勝太郎厩舎からデビューし、境は最後の愛弟子として定年まで目をかけた。
1年目の1989年は3月4日の中山第3競走4歳未勝利・チヨノスズラン（16頭中12着）で初騎乗 を果たし、6月11日の東京第3競走4歳未勝利で境征勝厩舎のサルノキング産駒テレグラムサムに騎乗して初勝利 を挙げ、1年目の同年は夏の新潟戦2勝を含む4勝をマーク。
2年目の1990年にはノーザンテースト産駒のサクラステルスで年明け中山→東京の500万下、父ブレイヴェストローマン・母父ノーザンテーストのサクラフジオーで春の中山の900万下→卯月ステークス（1500万下）を共に逃げ切り2連勝し 、社台ファーム生産のサクラ馬2頭 で計4勝を挙げる。その後もノーザンテースト産駒ではサクラスズカオー、ブレイヴェストローマン産駒ではサクラコガネオーで勝利し、谷岡牧場生産のサクラ馬2頭 で計2勝する。12月16日の中京第7競走4歳以上500万下では父パーソロン・母父スピードシンボリのシンボリビラールで勝利し、同年は8勝をマークするが、結局この年が自己最多となり、引退まで2桁勝利を挙げることはなかった。
1991年には1月19日の中山で初の1日2勝を挙げたが4勝、1992年も4勝、1993年は2勝、1994年には僅か1勝に終わる。
1992年には2月16日の東京第8競走4歳以上500万下をカツラギエース産駒マイネルロッキーで勝利して馬連3万馬券の波乱を起こし、6月27日の福島第11競走阿武隈ステークスではサクラハイスピードで勝利し、3歳時以来で中央時代最後の勝ち星となった。夏の函館ではシンボリルドルフ産駒スイートビビアンで勝利したほか、8月22日の第10競走松前特別ではサクラロングオーでレガシーワールドの3着に入った。
1993年8月22日の新潟第4競走4歳未勝利では16頭中16番人気のハナノショウグンで2着に逃げ粘って馬連8万馬券、1995年1月5日の中山第7競走4歳以上500万下では16頭中14番人気のブランドアジサイで2着に入って馬連6万馬券の波乱を起こす。
1995年からはフリーとなり、1996年には引退を表明した小島太に替わってダンスホール産駒マウンテンストーンの主戦騎手を務め、初騎乗の春菜賞（500万下）では12番人気ながら2着に入って馬連万馬券となる。春菜賞の上がり35秒3は3着アロハドリームと共にメンバー中最速で、エアグルーヴの2着に入ったいちょうステークスの35秒9を上回った。山吹賞（500万下）を制して臨んだ青葉賞で人馬共に唯一の重賞勝利 を挙げ、師匠の境は「こんな嬉しいことは初めて、喜ばしい」と声を弾ませて涙を流した。山石祐一オーナーへの境の懇願があって出場できた東京優駿がGI初騎乗で11着、秋の始動戦セントライト記念では皐月賞馬イシノサンデーを抑えてローゼンカバリーの3着に入ったが、菊花賞は逃げたローゼンカバリーに先着するも6着に終わった。
1997年には父サクラユタカオー・母父マルゼンスキーのウエスタンアンカーで1月27日の小倉第9競走あすなろ賞を勝利して枠連・馬連万馬券となり、管理する師匠の境にとって最後の勝利となった。
境厩舎では調教終了後に取材を終えた競馬ジャーナリストの原良馬が訪問することがあり、寒い日には和室の炬燵で、暖かい日は奥のダイニングキッチンで奥様手作りの朝食をいただきながら、原や兄弟子の木藤隆行と共に境の競馬談義に神妙に耳を傾けた。
境は後に高橋について「真面目でいい子なんだが、大人しすぎて･･････。私の引退後の心残りは、明の将来だナ」と、しばらくして原にしみじみと語ったことがある。
1998年には1月31日の東京第12競走4歳以上500万下を父メジロアルダン・タケシバオーのタヤスネットワークで12番人気ながら勝利し、枠連・馬連万馬券の波乱を起こす。新潟3歳ステークスでは父サッカーボーイ・母父サクラユタカオーのビューティグローに騎乗し、15頭中12番人気ながら1番人気の函館3歳S勝ち馬リザーブユアハートにクビ差で、牝馬・関東馬最先着となるロサードの4着に入った。
2000年にはタヤスツヨシ産駒ミミオブダンディで未勝利・三陸特別（500万下）を勝った後、未勝利勝ちから1年以上も勝っていなかったサクラバクシンオー産駒サクラアカネオーでは秋の福島芝1200m500万下条件の小野川湖特別5着、岩谷特別→土湯特別→久慈川特別と3戦連続3着を経て、須賀川特別で勝利を挙げる。2000年は6勝と10年ぶりに5勝を超えたが、2001年には初めて0勝に終わる。
2002年には3勝を挙げるが、武藤善則厩舎所属となった2003年は2年ぶりに0勝に終わると同時に2着も0回であり、フサイチコンコルド産駒フォルティス・バブルガムフェロー産駒コスモガリレオ・イシノサンデー産駒バトルクリアーと1996年クラシック世代の産駒でそれぞれ3着になったのが最高であった。
2004年にはマーベラスサンデー産駒シルキーゲイルで冬の小倉戦を連勝し 、父エアジハード・母父タイテエムのフジノライトでは4月17日の福島第4競走3歳未勝利で10番人気ながら2着に入って馬連・馬単・3連複万馬券の波乱を起こす。春の東京開催最終日となる6月13日の最終第12競走4歳以上1000万下をシルキーゲイルで勝ったのが最後の勝利、同20日の福島第11競走バーデンバーデンカップ・オーミヤボレロ（16頭中16着）が最後の騎乗となり、同30日付で現役を引退 。
引退後は武藤厩舎の調教助手として活動。

## 騎手成績
| 通算成績 | 1着 | 2着 | 3着 | 4着以下 | 出走回数 | 勝率 | 連対率 |
| -------- | --- | --- | --- | ------- | -------- | ---- | ------ |
| 平地     | 49  | 55  | 74  | 1274    | 1395     | .035 | .075   |
| 障害     | 0   | 0   | 1   | 4       | 5        | .000 | .000   |
| 計       | 49  | 55  | 75  | 1278    | 1400     | .035 | .074   |

主な騎乗馬
- マウンテンストーン（1996年青葉賞）